# 大庄（丙）遗址
大庄（丙）遗址，位于中国青海省互助县双树乡大庄村，为青海省市县级文物保护单位，公布日期为1983年10月12日，类型为古遗址。
大庄（丙）遗址的历史年代为青铜时代、卡约文化。